# Ford Model N
Ford Model N — недорогой автомобиль производства Ford Motor Company. Он был представлен в 1906 году в качестве преемника для моделей A, C и F, как линейка недорогих автомобилей компании.
Model N отличается от своих предшественников тем, что имеет переднее расположение рядного 4-цилиндрового двигателя, мощностью 15 л.с., передававшего энергию на задние колеса через длинный вал. Автомобиль имел колёсную базу 2134 мм.
Это была успешная модель: 7000 автомобилей были сделаны до окончания производства, закончившегося в 1908 году. В то время, она считалась доступной машиной при цене в 500 долларов.

## Model R
Model R была более высокого уровня отделки Model N, с большими кузовом и колесами, поверх которых были крылья. Так же были добавлены масляные лампы. Model R была на 150 долларов дороже 600-долларовой Model N, и производилась она только в 1907 году, в период с апреля по октябрь. За всё время было продано 2500 автомобилей.

## Model S
Model S представлял собой ещё одну адаптацию Model N. Последняя праворульная модель Форда, имела более современные капот, капюшон, крылья.  Базовая модель продавалась за 700 долларов. Дополнительно устанавливались складной верх, газовые фонари и зонтик. Всего было продано 3750 автомобилей за время 1907-09 гг.